# Hey Mr. Nazi
Hey Mr. Nazi ist ein Titel aus dem 2009 veröffentlichten Yellow Album des Düsseldorfer Hip-Hop-Künstlers Blumio. Das Lied thematisiert Fremdenhass in Deutschland und ist ein Appell für ein friedliches Zusammenleben innerhalb einer multikulturellen Gesellschaft. Der Song wurde auf dem eigenen Plattenlabel Japsensoul des Musikers veröffentlicht und von Don Tone produziert, den Blumio unter seinem bürgerlichen Namen Rusbeh im Lied erwähnt. Das Lied sampelt das Grundthema von 'Coffee Cold' des kanadischen Komponisten Galt MacDermot aus dem Jahr 1968.

## Text
Der japanischstämmige Künstler wendet sich im Lied direkt an einen fiktiven Rechtsextremen, ohne diesen dabei aggressiv anzugreifen. Vielmehr verfolgt der Künstler eine Strategie der Handreichung, wie er es selbst formuliert, eine Einladung „seine Kultur kennenzulernen“ und aus der rechtsextremen Szene auszusteigen. Das inhaltlich dreigliedrige Stück beginnt mit der Widerlegung gängiger Vorurteile Rechtsextremer gegenüber Menschen mit Migrationshintergrund, dies geschieht auf eine humorvolle Weise. Es folgt der Refrain, welcher die oben genannten zentralen Themen aufgreift, der Künstler „reicht“ hier dem angesprochenen Neonazi „die Hand“. Weiterhin wird an das Mitgefühl des Gegenübers appelliert; dazu wird ein abermals fiktiver Fall eines Familienvaters geschildert, der Opfer von rechtsextremer Gewalt geworden ist. Im letzten Textteil gibt Blumio (bzw. der Erzähler) zu, früher selbst „ein kleiner Rassist“ gewesen zu sein.

## Video
Im offiziellen Musikvideo ist das Gesicht des rappenden Blumio zunächst vor einem schwarzen Hintergrund zu sehen, auf dem in Weiß Schlüsselworte der jeweiligen Textpassage eingeblendet werden. Während des Refrains wird im Hintergrund eine sich drehende weiße Weltkugel auf schwarzem Grund gezeigt. Dies ist aber nicht bei der zweiten Wiederholung der Fall, bei der sich der Hintergrund zu einem Weißton erhellt und schwarze, den Frieden symbolisierende, Tauben durch den Bildausschnitt fliegen.
Das Video wurde seit der Veröffentlichung auf der Plattform YouTube über 17,8 Millionen Mal aufgerufen (Stand Juni 2022).

## Rezeption
Im Dezember 2013 startete eine von der Bundeszentrale für politische Bildung initiierte Aktion, in deren Rahmen sieben bekannte YouTube-Künstler, unter ihnen DieAussenseiter und Alberto, eine Coverversion des Songs auf ihren Kanälen hochluden. Die Aktion sollte nach Eigenaussage „Fremdenfeindlichkeit abbauen“.